# 岡山県立津山東高等学校
岡山県立津山東高等学校（おかやまけんりつ つやまひがしこうとうがっこう）は、岡山県津山市林田にある公立高等学校。略称は「東高（ひがしこう）」または「東（ひがし）」や「津東（つひがし）」。

## 設置学科
全日制の課程
- 本科
  - 普通科
  - 食物調理科（家庭に関する学科）
  - 看護科（看護に関する学科）
- 専攻科
  - 看護専攻科

## 沿革
- 1948年（昭和23年）4月1日
  - 岡山県苫田郡一宮村外三ヵ村学校組合立岡山県津山高等学校中山分校認可。
  - 岡山県苫田郡高野村外三ヵ村学校組合立岡山県白鷺高等学校認可。
- 1954年（昭和29年）
  - 6月30日 - 両校共に津山市および近接十ヵ村合併により廃校。
  - 7月1日 - 両校を統合して岡山県津山市立高等学校設置。農業科・家庭科を置く。
- 1957年（昭和32年）1月8日 - 津山市林田1200番地に位置変更。新校舎完成。
- 1958年（昭和33年）3月31日 - 全生徒を本校舎に収容。中山・白鷺校舎廃止。
- 1960年（昭和35年）2月13日 - 農芸化学科新設認可。
- 1963年（昭和38年）4月1日 - 家庭科を家政科と改称。
- 1965年（昭和40年）4月1日 - 衛生看護科を設置し、保健婦助産婦看護婦法第22条第1号の適用を受ける。
- 1966年（昭和41年）
  - 3月30日 - 岡山県津山市立高等学校廃止。
  - 3月31日 - 岡山県立津山東高等学校設置。農業経営科、農芸化学科、家庭経営科、衛生看護科を置き、鏡野・加茂2分校を置く。
- 1968年（昭和43年）9月15日 - 校旗・校歌の制定。
- 1971年（昭和46年）
  - 3月31日 - 運動場造成。
  - 4月1日 - 苫田分校を置く。
- 1973年（昭和48年）4月1日 - この年の入学者より、農芸化学科を食品製造科に科名変更。
- 1978年（昭和53年）11月26日 - 創立30周年記念式を挙行。
- 1984年（昭和59年）
  - 4月1日 - 普通科設置。農業経営科、食品製造科および3分校（鏡野・加茂・苫田）募集停止。
  - 8月30日 - 女子寄宿舎（みやがわ寮）竣工。
  - 12月23日 - 新校舎第1期工事竣工。
- 1985年（昭和60年）
  - 3月8日 - 3月10日 - 3分校（鏡野・加茂・苫田）閉校式を挙行。
  - 4月1日 - 2年次より普通科3類型（体育・産業・文理）を設置。校門・自転車置場竣工、テニスコート4面完成。
  - 4月8日 - 3分校（鏡野・加茂・苫田）3年生入校式。
- 1986年（昭和61年）4月7日 - 新校舎第2期工事竣工。
- 1987年（昭和62年）
  - 3月19日 - 新校舎第3期工事竣工。
  - 4月1日 - 普通科定員増（5クラスとなる）。
- 1988年（昭和63年）
  - 3月31日 - 新校舎第4期工事竣工。
  - 4月1日 - 食物調理科を設置し、調理師法第3条第1項第1号の適用を受ける。家庭経営科募集停止。
- 1989年（平成元年）
  - 3月31日 - 岡山県津山東体育館竣工。
  - 10月31日 - 創立40周年および新校舎落成記念式を挙行。
- 1992年（平成4年）1月30日 - トレーニング場完成。
- 1998年（平成10年）10月13日 - 創立50周年記念式を挙行。
- 1999年（平成11年）4月1日 - 1年生より別募集の普通科体育コースを設置。
- 2000年（平成12年）4月1日 - 普通科産業類型を廃止。
- 2002年（平成14年）4月1日 - 看護科・専攻科（5年一貫教育）を設置し、保健師助産師看護師法第21条第1号の適用を受ける。衛生看護科募集停止。普通科定員減（4クラスとなる）。
- 2003年（平成15年） - 「新しい構想に基づく高等学校づくり推進校」に指定される。
- 2004年（平成16年）6月22日 - 武道場（津山市立津山東武道場と合併設置）竣工。
- 2005年（平成17年） - 第60回国民体育大会（秋季）柔道競技会場（体育館・武道場）。
- 2006年（平成18年）4月1日 - 普通科単位制（3クラス、体育分野を含む）設置。普通科体育コース募集停止。
- 2008年（平成20年）10月17日 - 創立60周年記念式を挙行。
- 2014年 （平成26年）3月10日 - トレーニング場改修工事・トレーニング機器整備実施。
- 2017年（平成29年）3月3日 - 多目的活動棟竣工。
- 2018年（平成30年）10月26日 - 創立70周年記念式を挙行。
- 2019年（平成31年）1月15日 - 長寿命化改修工事（屋内運動場棟、屋外便所棟）竣工。
- 2021年（令和3年）4月1日 - 普通科体育分野（PEC）募集停止。
- 2022年（令和4年）4月1日 - 学校運営協議会を設置しコミュニティ・スクールとなる。
- 2022年（令和4年）12月27日 - 普通教室棟屋上防水改修工事完成。
- 2023年（令和5年）2月28日 - 普通科体育分野（PEC）閉講式を挙行。
- 2023年（令和5年）4月1日 - 男女制服（本科）改正。
- 2024年（令和6年）11月13日 - 管理棟屋上防水改修工事完成。
- 2024年（令和6年）12月24日 - 正面玄関外部階段改修工事完成。

## 教育目標
信頼と愛情に結ばれた教育を重視し、明るく活力のある学校づくりに務め、地域に根ざした教育活動に励むとともに、平和な民主社会を築きあげる健康で豊かな人間性を育成する。

## 校是
『行学一如』（ぎょうがくいちにょ）
※行うことと学ぶこととは一体であり、深い学びに裏打ちされた行動、豊かな実践を伴っ た学問が、人格の完成をもたらす

## キャッチフレーズ
「殻を破ろう 人と繋がろう」
※「殻を破る」主体的な学びと「人と繋がる」協働的な学びで大きく成長しよう

## 校章のいわれ
「高」の金文字に添えられた葉は、深い緑の中に力強い生命力を感じさせるモンステラの木の葉である。大きく広がった葉は獅子の鬣（たてがみ）と、壮大な目標に向かう背中を彷彿とさせるものである。 その後方には向かい合う三枚の花弁スイートピー。まさに飛び立つ蝶のようであり優しい日の中で喜びあった者たちの思いを乗せた門出を表しているように見える。生き生きとした躍動感もまたかくあるべき生徒像だといえる。
双方ともにつる性の植物である。つるは差し伸べ合うとどこまでも伸び、力強さの中にもしなやかさがあり互いに助け合う心を持つ。私たちもかくありたいと思う。
勇気あるもの、優しさあふれるもの、様々な個性の性質（キャラクタ）を捉えながら、互いに協調しあう世のありかたを知る。それをしるしたものがこれである、とされている。

## 学園祭
東雲祭（しののめさい）

## 部活動

### 体育系
- 陸上競技部
- 硬式野球部
- ソフトボール部
- サッカー部
- ソフトテニス部
- ハンドボール部
- バレーボール部
- バスケットボール部
- バドミントン部
- 卓球部
- 柔道部
- 剣道部
- 新体操同好会

### 文化系
- 演劇部
- 美術部
- 音楽部
- 点字部
- 新聞部
- 書道部
- 放送部
- 写真部
- 文学部
- 吹奏楽部
- 英語同好会
- 調理研究同好会
- 社会問題研究同好会
- 軽音楽同好会

## 交通機関
| ＜バス＞                       | 最寄のバス停                                      |
| 英田方面から                   | 英田バス 津山東高前                               |
| 勝田方面から                   | かつたバス 津山東高口                             |
| 柵原・吉井（赤磐市）方面から   | 柵原星のふる里バス 津山東高校                     |
| 旭方面から                     | あさひチェリーバス 津山東高校                     |
| 亀甲（中央）から               | 有本観光バス（亀甲・津山線） 津山東高校           |
| 富（鏡野）方面から             | 津山・富線共同バス 城北橋                         |
| 奈義方面から                   | 中鉄北部バス 天神橋／津山警察署口（高野団地経由） |
| 石越（上齋原）・奥津方面から   | 中鉄北部バス 城北橋（津山警察署前）               |
| 津山市内［旧加茂・勝北・久米］ | ごんごバス 津山警察署口・城北橋                   |

| ＜鉄道＞             | 最寄駅            |                                    |
| 岡山方面から         | JR津山線 津山駅   | 津山駅から【徒 歩】30分【車】9分   |
| 加茂方面から         | JR因美線 東津山駅 | 東津山駅から【徒 歩】30分【車】9分 |
| 勝間田・林野方面から | JR姫新線 東津山駅 | 東津山駅から【徒 歩】30分【車】9分 |
| 落合・勝山方面から   | JR姫新線 津山駅   | 津山駅から【徒 歩】30分【車】9分   |

## 著名な卒業生
- 坂本雅幸 -（ミュージシャン、太鼓奏者）
- 藏合紗恵子 -（声優）
- タイガー福田 -（お笑い芸人超新塾メンバー）[2]
- ブー藤原 -（お笑い芸人超新塾メンバー）
- 早嶋健太 -（岡山桃太郎チーム、世界身体障害者野球大会出場）